# Русский язык в Румынии
Русским языком в Румынии, по оценочным данным, владеет от 100 до 110 тысяч жителей.

## Владеющие русским языком
Основная группа жителей Румынии, знающая русский — липоване, этнографическая группа русских-старообрядцев, которые в XVII веке, спасаясь от преследований, переселились в Молдавию и Румынию. Всего же в Румынии проживает от 28 до 36 тысяч липован, владеющих русским языком (по официальным данным). По неофициальным данным общины, на русском разговаривают до 100 тысяч человек. Большинство липован проживает в уезде Тулча. Ещё 10 тысяч украинских и молдавских граждан, учившихся в лицеях, также владеют русским языком. В основном это стипендиаты Румынии, которые отправились в Румынию для учёбы и постоянного проживания. Также в Румынии проживают члены 400 русско-румынских семей и выпускники советских вузов 1950-х годов.

## Изучение русского языка в Румынии

### Проблемы
10 марта 1950 года Секретариат ЦК Румынской рабочей партии принял решение о том, чтобы партийный актив и руководители массовых организаций в обязательном порядке изучали русский язык. До 1989 года в Социалистической Республике Румынии русский язык был одним из обязательных предметов в качестве иностранного языка (хотя в 1963 году уроки русского языка в школах стали факультативными).
После свержения режима Николае Чаушеску и начала демократических реформ русский язык лишился государственной поддержки и постепенно стал выходить из школьной программы. От него начали отказываться даже румынские политические деятели, и некоторые из них стали утверждать, что не изучали никогда русский язык. Однако по словам румынской газеты «Евениментул зилей» (События дня), русский язык был необходим гражданам социалистической Румынии для получения образования.
На данный момент в Румынии его изучают только 19 с половиной тысяч учеников, хотя ещё в 1980-е годы численность изучающих составляла не менее 450 тысяч человек. От русского языка часто отказываются представители украинской диаспоры в Румынии. О постоянном сокращении числа изучающих русский говорит школьный инспектор по делам национальных меньшинств уезда Тулча Николае Виколов. Инспектор школьного образования Лидия Румб утверждает, что в отношении русского языка румынское правительство проводит негласную политику ликвидации, что приведёт к тому, что в уезде Сучава (на границе с Украиной) скоро прекратят изучать русский язык. Проблемы испытывают и в Бухаресте: генеральный школьный инспектор Бухареста Кристиан Александреску говорит, что многие ученики впоследствии прекращают изучать русский язык из-за отсутствия перспектив для его использования.

### Текущие учебные заведения
Русский язык изучают в начальных и средних классах сельских школ, которые расположены в уездах Брэила, Тулча, Ботошани и Констанца. Также русский язык изучается в трёх школах и пяти лицеях Бухареста, столицы Румынии (в качестве иностранного языка). Помимо липованских уездов и Бухареста, русский изучают в отдельных школах городов Брэила, Тулча, Яссы, Клуж-Напока (также и в лицее), Сучава и Тырговиште. Суммарно в школах и лицеях работают 340 преподавателей русского языка. В школах на уроки русского приходится не более 3—4 часов в неделю.
Для подготовки высококвалифицированных русистов в стране и координации преподавания русского языка и литературы используется Бухарестский университет, в котором русский изучают более 170 человек. На кафедре русского языка работают 14 квалифицированных преподавателей, получивших научные степени. Помимо этого, в частном бухарестском университете «Спиру Харет», а также в специализированных военных и полицейских учебных заведениях ежегодно набираются группы студентов для изучения русского языка.

### Попытки сохранения
Несмотря на снижение числа желающих изучать русский, главную роль в сохранении и развитии системы преподавания русского языка и литературы в Румынии играет Румынская Ассоциация преподавателей русского языка и литературы, в состав которой входят 35 активных членов — преподавателей румынских школ, лицеев и университетов. Ассоциация регулярно проводит Национальные олимпиады по русскому языку и литературе, и команда Румынии является постоянным участником Международных олимпиад.
В свою очередь, румынская сторона имеет свою квоту в российских вузах согласно Протоколу о сотрудничестве и обменах в области образования. Основную квоту румыны имеют в Государственном институте русского языка им. А. С. Пушкина, стажировку в котором ежегодно проходят до 130 студентов румынских вузов и преподавателей русского языка.
Помимо этого, в 2009 году при поддержке фонда «Русский мир» был открыт Русский центр при Бухарестской экономической академии. Ежегодно несколько сотен студентов академии изучают здесь русский язык. С 2016 года Центр проводит тестирование по русскому языку.
С 2015 года в столице Румынии действует одно из представительств Россотрудничества, Российский центр науки и культуры (РЦНК, «Русский дом»), при котором проводятся курсы русского языка для всех желающих, а также тестирование по русскому языку как иностранному.